# Gillies-Inseln
Die Gillies-Inseln sind drei kleine und felsige Inseln vor der Küste des ostantarktischen Königin-Marie-Lands. Sie ragen 5 km nördlich des Kap Moyes aus dem Shackleton-Schelfeis.
Die Mannschaft der Westbasis der Australasiatischen Antarktisexpedition (1911–1914) unter der Leitung des australischen Polarforschers Douglas Mawson entdeckten sie. Mawson benannte sie nach Frederick Jacob M. Gillies (1874–1941), dem Chefingenieur seines Forschungsschiffs Aurora. Während der US-amerikanischen Operation Windmill (1947–1948) war die mittlere der Inseln Standort einer astronomischen Beobachtungsstation.